# Театральний бінокль

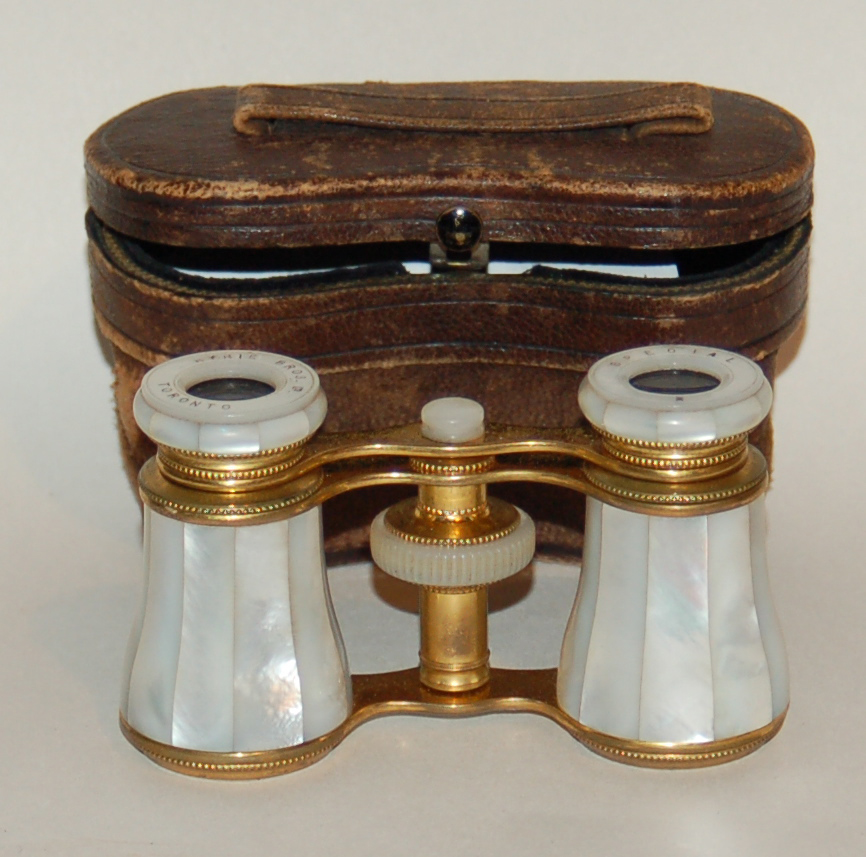
Театральний бінокль

Театральний бінокль — оптичний прилад, призначений для спостереження театральних, циркових, естрадних вистав, спортивних змагань. Застосовується також під час туристичних походів та екскурсій.
Фокусування здійснюється обертанням маховичка. Випускається в корпусах різних кольорів, зі збільшенням від 2,3× до 4×. Біноклі зі збільшенням 2,5× забезпечують отримання різкого зображення предметів, віддалених від спостерігача на відстань від 1 м до нескінченності, а зі збільшенням 4× — від 2 метрів до нескінченності.
Завдяки невисокому збільшенню театральні біноклі мають велике поле зору, що важливо для перегляду вистав.